# Samsung SGR-A1
SGR-А1 — автоматическая турель, которая была разработана Samsung Techwin (ныне Hanwha Aerospace) совместно с Корейским Университетом⁣, чтобы помочь войсками Южной Кореи в Корейской Демилитаризованной зоне. Она считается первой единицей такого типа, которая имеет интегрированную систему, включающую в себя наблюдение, отслеживание, стрельбу и распознавание голоса. Сообщается, что подразделения SGR-A1 были развернуты, их число неизвестно из-за того, что проект является «высоко секретным».

## Разработка и происхождение

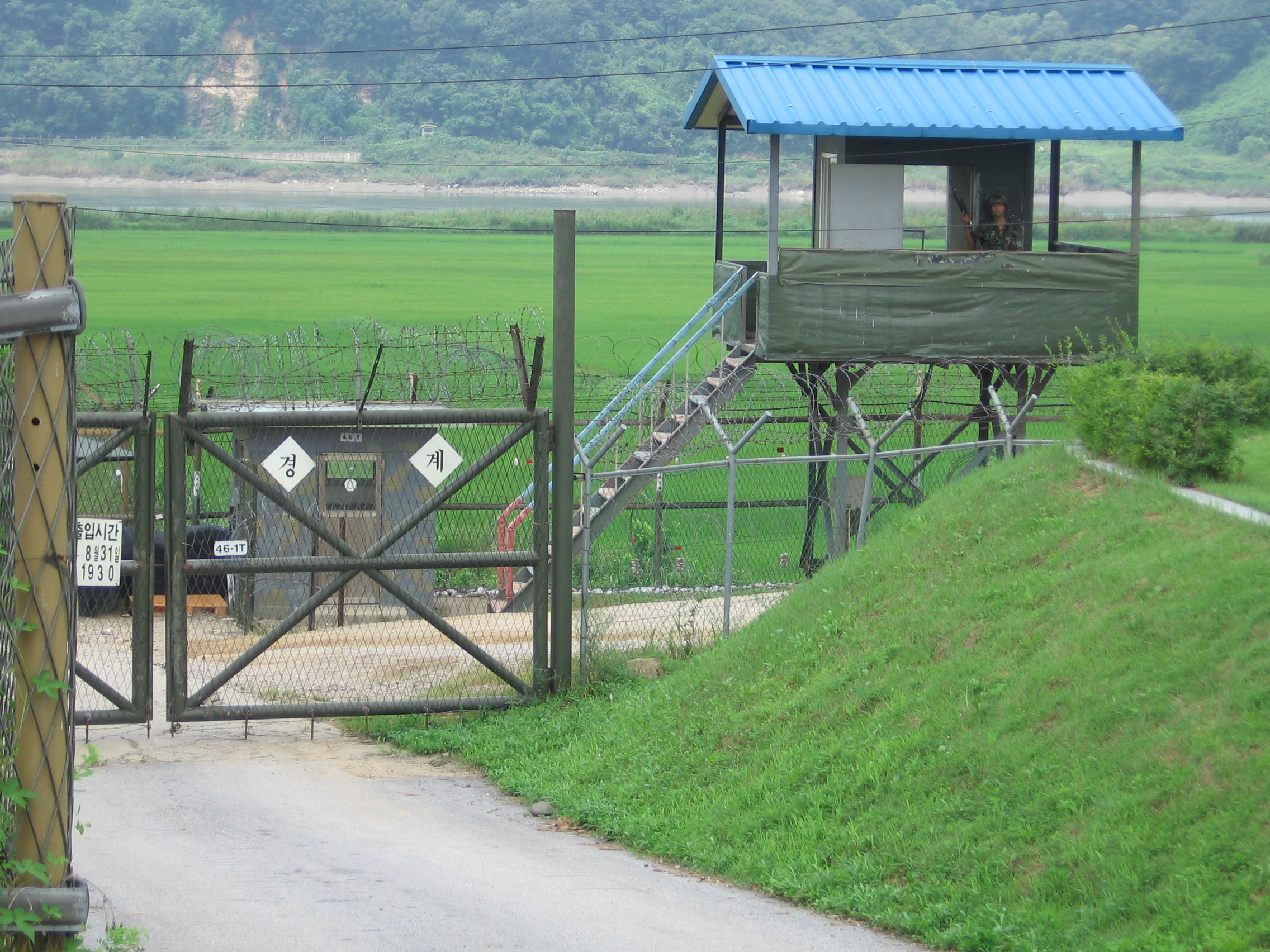
Охрана на контрольно-пропускном пункте Южной Кореи в Демилитаризованной зоне, вид с Северо-Корейской стороны

Проект Samsung SGR-A1 начался с первоначальных инвестиций Южнокорейского правительства в 2003 году и был разработан четырьмя учреждениями, в первую очередь Hanwha Techwin и Корейским Университетом. С прототипами, выпущенными в 2006 году, система была разработана для замены людей, чтобы охранять Корейскую Демилитаризованную зону (ДМЗ) и обеспечивать «безупречную защиту». Основная цель проекта, процитированная Шин Хюн-доном из Министерства обороны Южной Кореи, заключается в том, чтобы «превратить нынешнюю миссию защиты и наблюдения на фронтах, проводимых солдатами, в робототехническую систему». В отличие от Американо-Мексиканской границы или границы Израиля, все 250 километров ДМЗ сильно патрулируются и считается самой милитаризированной границей в мире, несмотря на свое название. Это, в сочетании с тем, что военный персонал Южной Кореи составляет менее половины северокорейского, может повлиять на решение правительства Южной Кореи инвестировать больше в автономных роботов-защитников

## Конструкция

### Общие характеристики[1][5]
- Тип: Летальная автономная система вооружения (LAWS) (стационарная)
- Вес: 117 кг
- Высота: 120 см
- Эффективный диапазон: 0-3.2 км (около 0-2 миль)
- Дневной диапазон датчика обнаружения: 0-4 км (около 0-2.5 миль)
- Ночной диапазон датчика обнаружения: около 0-2 км (прим. 0-1.2 миль)

### Особенности
Многие из функций Samsung SGR-A1 напоминают стандартную турель и аналогичное автоматическое стационарное оружие, такое как Super aEgis II и Израильские системы Sentry Tech. Система, стоимостью около $200,000 (227 млн. вон), включает в себя неохлаждаемую инфракрасную термографическую камеру для обнаружения, интерфейс вооружения, который позволяет монтировать оружие, а также комбинацию ИК-осветителя и лазерного дальномера для пометки и отслеживания целей. Он также включает в себя цифровой видеомагнитофон, который фиксирует кадры на срок до 60 дней и три других камеры, которые используются отдельно для наблюдения, отслеживания и масштабирования.

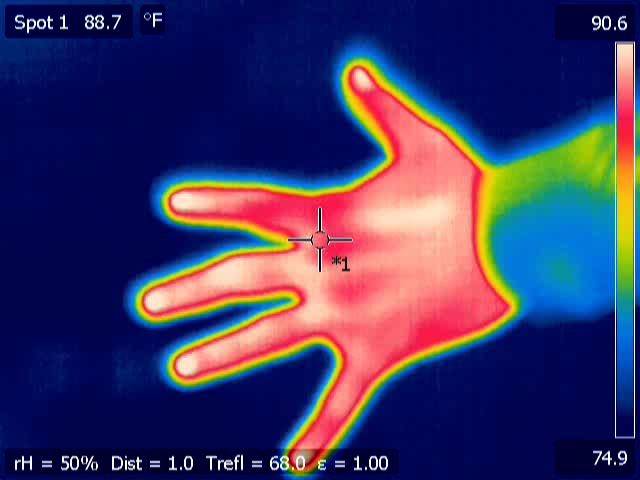
Тепловое изображение человеческой руки с тепловизора

Samsung SGR-A1 предполагает, что любой человек, входящий в ДМЗ, является врагом и, после обнаружения, попытается идентифицировать цель посредством распознавания голоса. Если надлежащий код доступа не предоставляется в течение короткого промежутка времени, система может выбирать между тревогой, стрельбой резиновыми пулями или привлечением цели другим оружием. Система также может быть переопределена оператором, который также может осуществлять связь через встроенный микрофон и аудиосистему.

### Компоненты и вооружение.

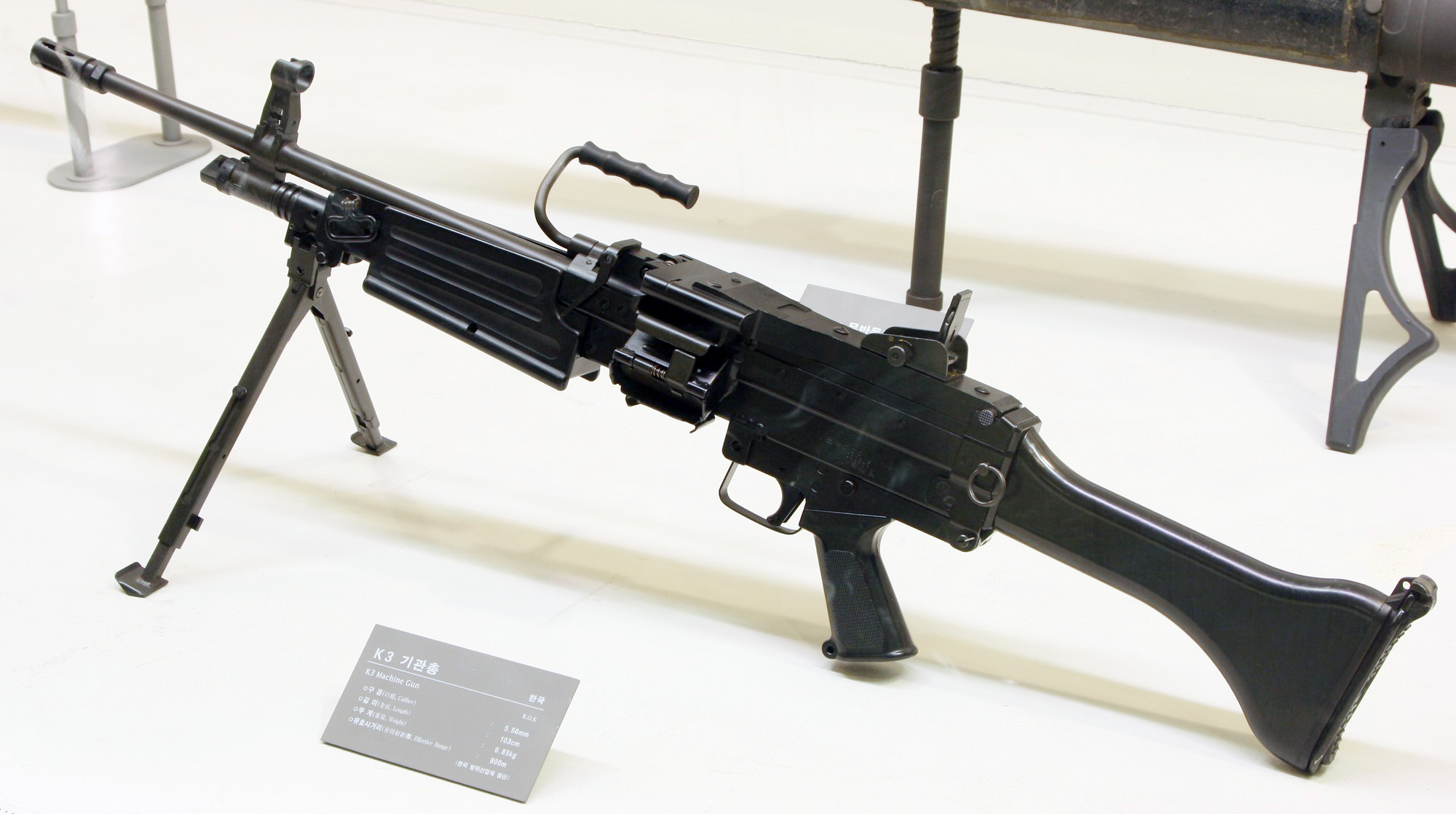
Daewoo K3, запас оружия на Samsung SGR-A1

- Лазерный дальномер: Тип дальномера, который вычисляет расстояние путем измерения времени, которое требуется для лазерного импульса, чтобы достичь цели и вернуть сигнал в отправителя.
- Неохлаждаемая инфракрасная термографическая камера: Детекторы, изготовленные из зависящих от температуры пироэлектрических и сегнетоэлектрических материалов, которые образуют пиксели, которые считываются электронным способом, образуя изображения. Способный видеть свечение до 0.0008 люкс (люмен на квадратный метр).
- Инфракрасный (ИК) осветитель: Тип активного прибора ночного видения (ПНВ), что позволяет создавать изображения на светлых уровнях, близких к полной темноте.
- Станковое вооружение (не модифицированный)
  - Daewoo K3 : 5,56 х 45-мм автоматический пулемет со скорострельностью 1000 выстр/мин.
  - MGL: легкий 40-мм многозарядный гранатомет[6][7].

## Споры вокруг Samsung SGR-A1
Развитие Samsung SGR-A1 (и LAWS вообще) вызвало значительные споры в отношении их влияния на агрессию между государствами, вопрос об этике автономного убийства и невинных убийствах за счет побочного ущерба.

### «Человек в цикле» — споры
Human-in-the-loop (HITL) система, применяемая к Samsung SGR-A1, будет означать, что оружию необходимо дождаться команды от человека-оператора до того, прежде чем действовать по его целям. Это контрастирует с человеком в системе цикла (HOTL), что позволит Samsung SGR-A1 автономно задействовать цели, позволяя человеческому вмешательству остановить его. Оппозиционные группы против использования Samsung SGR-A1 и законов, в том числе Комитет по международной безопасности и контролю над вооружениями и «Хью́ман Райтс Вотч» считают Samsung SGR-A1 обладает возможностями HOTL, и в конечном итоге увеличит число жертв среди гражданского населения, и снизит порог для начала войны.

#### Основные аргументы анти-LAWS групп
- LAWS неэтичны, потому что люди больше не участвуют в акте убийства, что деморализует войну, в конечном счете, толкает машину против человека.
- LAWS увеличивают конфликты и войны, перекладывая риски со стороны солдат страны на машины, которые отводят гражданских лиц от войны и, таким образом, изменяют то, как военные и правительство думают о том, чтобы идти на войну.
- LAWS вводят трудность распределения ответственности и подотчетности, если возникают сценарии, в том числе жертвы среди гражданского населения и нарушения международного права[8].

Многие из этих аргументов противоположны, однако, основываются на идее, что Samsung SGR-A1 это действительно автономная система HOTL, которая была сильно спорной темой. В 2008 году исследование, проведенное Калифорнийским Политехническим Государственным Университетом Военно-Морского ведомства, предположил, что Samsung SGR-A1 является полностью автономной системой, и отчеты крупных новостных изданий, включая The Atlantic, BBC и NBC, также подтверждают их вывод. Цитата из доклада гласит: «Стрельба из пушки может быть сделана вручную солдатом или роботом в полностью автоматическом (автономном) режиме.» Несмотря на опубликованные исследования, подтверждающие автономность оружия, Samsung Techwin открыто отрицает, что Samsung SGR-A1 имеет автономную функциональность. В 2010 году в ответ на статьи в Popular Science об автономности Samsung SGR-A1, пресс-секретарь Samsung Techwin, Ху Кванг-хак заявила, что «роботы, имея возможность автоматического наблюдения, не могут автоматически стрелять по обнаруженным посторонним объектам или фигурам».